# Ura za Zemljo
Ura za Zemljo (angl. Earth Hour) je globalna množična pobuda, da naj na izbran dan ob 20.30 po lokalnem času za eno uro ugasnemo luči in tako prispevamo k promociji potrebnega ukrepanja za varstvo okolja in ohranjanje narave ter proti podnebnim spremembam. Pobuda ali akcija, ki jo je sprožil Svetovni sklad za naravo (WWF - World Wide Fund), združuje ljudi za ukrepanje glede okoljskih vprašanj in zaščito planeta. Akcijo so prvič izvedli v Sydneyju v Avstraliji 31. marca 2007, ko je več kot 2,2 milijona posameznikov in 2000 podjetij za eno uro ugasnilo luči. Danes je to ena največjih prostovoljskih akcij za varovanje okolja in narave na svetu.
Akcija poteka predzadnjo ali zadnjo soboto v marcu. Vsako leto se tako tej pobudi ob 20.30 pridružijo podporniki v več kot 190 državah in ozemljih, ki ukrepajo in ozaveščajo o podnebnih spremembah.
V Sloveniji se poleg imena pobude Ura za Zemljo uporablja tudi izraz ura Zemlje. Akciji se pridružujemo tudi v Sloveniji.